# تيموثي غاورز
تيموثي غاورز (بالإنجليزية: Timothy Gowers)‏ هو عالم رياضيات ولد في 20 نوفمبر 1963

 في ويلتشير، إنجلترا ، اشتهر بعمله على تحليل دالي، توافقيات حائز على جائزة وسام فيلدز.
فاز في 1996 بإحدى جوائز جمعية الرياضيات الأوروبية العشرة المرموقة.

## وصلات خارجية
- الموقع الرسمي لجائزة وسام فيلدز